# Dasypogon atripennis
Dasypogon atripennis är en tvåvingeart som först beskrevs av Macquart 1834.  Dasypogon atripennis ingår i släktet Dasypogon och familjen rovflugor.
Artens utbredningsområde är Senegal. Inga underarter finns listade i Catalogue of Life.